# Кубок Чили по футболу 1998
Кубок Чили по футболу 1998 (исп. XXVII Copa Chile 1998) — 27-й розыгрыш Кубка Чили по футболу.

## Групповой раунд

### Группа 1
|                    | Коб | Кок | Деп | Ики |
| ------------------ | --- | --- | --- | --- |
| Кобрелоа           |     | 5:0 | 1:1 | 4:1 |
| Кокимбо Унидо      | 4:1 |     | 1:2 | 2:0 |
| Депортес Ла-Серена | 3:2 | 0:1 |     | 2:0 |
| Депортес Икике     | 2:2 | 2:0 | 2:1 |     |

| Место | Команда            | Очки |
| 1     | Депортес Ла-Серена | 10   |
| 2     | Кокимбо Унидо      | 9    |
| 3     | Кобрелоа           | 8    |
| 4     | Депортес Икике     | 7    |

### Группа 2
|                     | УЧи | Кол | Рей | Сан |
| ------------------- | --- | --- | --- | --- |
| Универсидад де Чили |     | 1:0 | 2:1 | 2:0 |
| Коло-Коло           | 1:0 |     | 0:1 | 1:0 |
| Рейнджерс Талька    | 0:3 | 1:0 |     | 3:0 |
| Сантьяго Уондерерс  | 1:1 | 3:1 | 2:2 |     |

| Место | Команда             | Очки |
| 1     | Универсидад де Чили | 13   |
| 2     | Рейнджерс Талька    | 10   |
| 3     | Коло-Коло           | 6    |
| 4     | Сантьяго Уондерерс  | 5    |

### Группа 3
|                      | Ауд | Пал | Кон | Уни |
| -------------------- | --- | --- | --- | --- |
| Аудакс Итальяно      |     | 4:0 | 2:1 | 2:0 |
| Палестино            | 2:4 |     | 1:0 | 1:4 |
| Депортес Консепсьон  | 1:0 | 2:2 |     | 1:0 |
| Универсидад Католика | 1:1 | 2:2 | 5:3 |     |

| Место | Команда              | Очки |
| 1     | Аудакс Итальяно      | 13   |
| 2     | Универсидад Католика | 8    |
| 3     | Депортес Консепсьон  | 7    |
| 4     | Палестино            | 5    |

### Группа 4
|                      | Деп | Деп | Про | Уач |
| -------------------- | --- | --- | --- | --- |
| Депортес Темуко      |     | 0:3 | 1:0 | 1:1 |
| Депортес Пуэрто-Монт | 1:1 |     | 1:0 | 0:1 |
| Провинсиаль Осорно   | 1:3 | 1:2 |     | 2:1 |
| Уачипато             | 1:2 | 3:2 | 0:1 |     |

| Место | Команда              | Очки |
| 1     | Депортес Темуко      | 11   |
| 2     | Депортес Пуэрто-Монт | 10   |
| 3     | Уачипато             | 7    |
| 4     | Провинсиаль Осорно   | 6    |

## 1/2 финала
| Депортес Ла-Серена | 0:3 | Универсидад де Чили           |
| ------------------ | --- | ----------------------------- |
|                    |     | 26′ 33′ Маэстри · 48′ Баррера |

| Депортес Темуко | 0:0 | Аудакс Итальяно |
| --------------- | --- | --------------- |
|                 |     |                 |

| Аудакс Итальяно       | 2:0 | Депортес Темуко |
| --------------------- | --- | --------------- |
| Гирланд 1′ 83′ (пен.) |     |                 |

| Универсидад де Чили     | 2:2 | Депортес Ла-Серена        |
| ----------------------- | --- | ------------------------- |
| Мафла 34′ · Маэстри 40′ |     | 18′ Себальос · 19′ Флорес |

## Финал
| Универсидад де Чили | 1:1 | Аудакс Итальяно |
| ------------------- | --- | --------------- |
| Валенсия 10′        |     | 44′ Карраско    |

| Аудакс Итальяно | 0:2 | Универсидад де Чили    |
| --------------- | --- | ---------------------- |
|                 |     | 4′ Валенсия · 7′ Мафла |